# Everything Sucks!
Everything Sucks! (englisch für „Alles ist beschissen!“) ist eine US-amerikanische Fernsehserie, die auf dem Video-on-Demand-Anbieter Netflix ihre Premiere feierte. Die Idee zu Everything Sucks! stammt von den Autoren Ben York Jones und Michael Mohan, Jones spielt in der Serie zudem Mr. Stargrove, den Leiter der Videogruppe. Die Serie parodiert Teenager-Sitcoms der 1990er Jahre. Die erste Staffel besteht aus zehn Folgen und wurde am 16. Februar 2018 veröffentlicht. Anfang April 2018 wurde bekannt gegeben, dass die Serie nach einer Staffel eingestellt wurde.
In der Serie werden mehrere Sachen und Personen erwähnt, die in den 1990er Jahren beliebt waren, beispielsweise Showgirls, Lavalampen, Videorekorder, Mallrats, die The Jerky Boys sowie die Diskussion, ob der Text des Liedes Ironic von Alanis Morissette überhaupt Beispiele für Ironie beinhaltet. Zudem besteht der Soundtrack der Serie aus vielen Liedern aus den Neunzigerjahren, unter anderem von Künstlern wie Oasis, Des’ree, Nirvana, Radiohead und Blind Melon.
Gelobt wurde die Serie neben den Leistungen der Schauspieler vor allem für ihre realistische Darstellung einer Jugendlichen, die ihre Sexualität hinterfragt und anfängt, sich für eine Mitschülerin zu interessieren.

## Handlung
Die Serie spielt im Jahr 1996. Der Handlungsort ist die fiktive Boring High School in der gleichnamigen Ortschaft. Im Mittelpunkt stehen die Mitglieder des AV Club (Film-AG) und des Drama Club (Theater-AG). Viele dieser Schüler gelten als Außenseiter, weshalb sie in der Schule kein großes Ansehen haben. Die Serie fokussiert sich neben dem schulischen auch auf das Privatleben der Figuren, in dem oft die (Liebes-)Beziehungen zwischen den Charakteren behandelt werden.
Luke O’Neil und seine beiden Freunde McQuaid und Tyler Bowen sind Freshmen, also Schüler der untersten Jahrgangsstufe an der Highschool, die der neunten Klasse im deutschen Schulsystem entspricht, an der Boring High School in Oregon. An ihrem ersten Tag melden sie sich für den AV Club an. Als der Drama Club sein geplantes Stück nicht aufführen kann, da die Requisiten zerstört wurden, schlägt Luke vor, dass die beiden Clubs gemeinsam einen Film drehen, der der ganzen Schule gezeigt werden wird.
Im AV Club trifft Luke auf Kate Messner, die Tochter des Schuldirektors. Er verliebt sich in sie und die beiden werden ein Paar. Jedoch führt Kate diese Beziehung nur deshalb, um Gerüchten entgegenzuwirken, sie sei homosexuell. Als ihr klar wird, dass sie sich tatsächlich zu Mädchen hingezogen fühlt, trennt sie sich von Luke und kommt in der letzten Folge der Staffel mit Emaline, einem bisexuellen Mitglied des Drama Clubs, zusammen. Diese wurde von ihrem Freund Oliver verlassen, der heimlich nach New York wegzog.
Eine weitere Beziehung entsteht zwischen Sherry, Lukes Mutter, und Ken, Kates Vater. Sherry, eine Flugbegleiterin, wurde von ihrem Ehemann verlassen, als Luke sieben Jahre alt war, und Kens Ehefrau starb durch Suizid, als Kate fünf Jahre alt war. Sherry wird in Kens Büro einbestellt, da Luke nach einem Verstoß gegen die Schulordnung nachsitzen muss. Während des Gespräches stellen Sherry und Ken einige Gemeinsamkeiten fest, und sie fangen an, sich regelmäßig zu treffen, was sie vorerst gegenüber ihren Kindern geheim halten.
Die Serie endet mit einem Cliffhanger: Luke und Kate essen gemeinsam mit ihren Eltern zu Abend, als plötzlich Leroy, Lukes Vater, in der Tür steht.

## Besetzung und Synchronisation
Die deutsche Synchronisation entstand bei der VSI Synchron in Berlin. Stefan Kaiser schrieb zusammen mit Anett Ecklebe die Dialogbücher und führte die Dialogregie.

### Hauptbesetzung
| Rolle               | Schauspieler                 | Hauptrolle | Synchronsprecher     |
| ------------------- | ---------------------------- | ---------- | -------------------- |
| Luke O’Neil         | Jahi Di’Allo Winston         | 1.01–1.10  | Tim Kreuer           |
| Kate Messner        | Peyton Kennedy               | 1.01–1.10  | Giovanna Winterfeldt |
| Ken Messner         | Patch Darragh                | 1.01–1.10  | Stefan Krause        |
| Sherry O’Neil       | Claudine Mboligikpelani Nako | 1.01–1.10  | Dorette Hugo         |
| McQuaid             | Rio Mangini                  | 1.01–1.10  | Marco Eßer           |
| Tyler Bowen         | Quinn Liebling               | 1.01–1.10  | Christian Zeiger     |
| Emaline Addario     | Sydney Sweeney               | 1.01–1.10  | Olivia Büschken      |
| Oliver Schermerhorn | Elijah Stevenson             | 1.01–1.10  | Henning Nöhren       |

### Nebenbesetzung
| Rolle           | Schauspieler        | Nebenrolle            | Synchronsprecher   |
| --------------- | ------------------- | --------------------- | ------------------ |
| Leslie          | Abi Brittle         | 1.01–1.10             | Josefin Hagen      |
| Cedric Williams | Jalon Howard        | 1.01–1.10             | Ricardo Richter    |
| Scott Pocket    | Connor Muhl         | 1.01–1.10             | Sebastian Kluckert |
| Jessica Betts   | Nicole McCullough   | 1.01–1.10             | Maximiliane Häcke  |
| Mr. Stargrove   | Ben York Jones      | 1.01, 1.02, 1.07–1.10 | Julius Jellinek    |
| Leroy O’Neil    | Zachary Ray Sherman | 1.02, 1.08, 1.10      | Tim Knauer         |
| Miss Stock      | Jen Taylor          | 1.01, 1.04            | Antje von der Ahe  |

## Episodenliste
| Nr. | Deutscher Titel                             | Originaltitel                               | Regie          | Drehbuch                       |
| --- | ------------------------------------------- | ------------------------------------------- | -------------- | ------------------------------ |
| 1 | Plutonium                                   | Plutonium                                   | Michael Mohan  | Ben York Jones & Michael Mohan |
| Luke O’Neil und seine Freunde Tyler Bowen und McQuaid, für die es ihr erstes Jahr an der Boring High School ist, hegen eine große Leidenschaft für das Medium Film, weswegen sie sich für den AV Club anmelden. Dort trifft Luke auf Kate Messner, die Tochter des Schuldirektors. Er findet sogleich Gefallen an ihr, Kate hat allerdings während der Mittagspause nur Augen für Emaline Addario, ein Mitglied des Drama Club. Als Kate bei Luke zu Hause ist, da er ihre Videokamera repariert, findet sie in der Garage eine Erotikzeitschrift, die sie mit nach Hause nimmt. In ihrem Zimmer will sie sich zu den Bildern befriedigen, ihr Vater erwischt sie beinahe. Dieser denkt, dass sie mit ihrem Aussehen unzufrieden ist und sich daher die Fotos angesehen hat. Unterdessen überlegt Luke, wie er Kate am besten zu einer Verabredung überreden kann. |                                             |                                             |                |                                |
| 2 | Maybe You’re Gonna Be the One That Saves Me | Maybe You’re Gonna Be the One That Saves Me | Michael Mohan  | Ben York Jones & Michael Mohan |
| Jemand hat auf Kates Spind das Wort dyke geschrieben, was so viel wie „Kampflesbe“ bedeutet. Sie ist entsetzt, da es in der Schule Gerüchte gibt, wonach sie homosexuell sein soll. Dafür ist Emaline verantwortlich, die behauptet hat, von Kate in der Turnhallen-Umkleide an der Brust berührt worden zu sein. Luke dreht derweil für Kate ein Video im Stil des Wonderwall-Clips und fragt sie, ob sie mit ihm ausgehen will, was sie annimmt. Zuhause findet er alte VHS-Kassetten, die sein Vater Leroy aufgenommen hat. Er verließ die Familie, als Luke noch ein Kind war. Luke sieht sich mit Kate die Aufnahmen an, in denen sein Vater über seine Beweggründe spricht, was Luke traurig stimmt. |                                             |                                             |                |                                |
| 3 | Alles und mit extra scharfer Soße           | All That and a Bag of Chips                 | Michael Mohan  | Noelle Valdivia                |
| Luke und Kate sehen sich eine Probe des Drama Club an, als er versucht, sie zu küssen. Kate gerät in Panik und löst den Feueralarm aus, wodurch die Sprinkleranlage aktiviert wird und die Requisiten zerstört. Emaline „rächt“ sich dafür, weswegen sie und Luke, der die Schuld für den falschen Feueralarm auf sich genommen hat, zum Nachsitzen geschickt werden. Kate, McQuaid, Tyler und Luke gelingt es danach, die Spannungen mit dem Drama Club zumindest ein wenig zu tilgen. Derweil wird Lukes Mutter Sherry aufgrund Lukes vermeintlichem Regelverstoß zu Kates Vater Ken ins Büro gerufen. Während ihres Gesprächs stellen sie fest, dass sie beide ihre Partner verloren haben. Da sie sich sympathisch sind, verabreden sie sich. |                                             |                                             |                |                                |
| 4 | Romeo und Julia im Weltall                  | Romeo & Juliet in Space                     | Michael Mohan  | Hayley Tyler                   |
| Luke, Tyler, McQuaid und Kate schlagen dem Drama Club vor, zusammen mit dem AV Club anstatt eines Theaterstücks einen Film zu drehen, womit sie nach einiger Überlegung schließlich einverstanden sind. Als sie gemeinsam Flaschendrehen spielen, ist Kate Lukes „Auserwählte“, weswegen sie einen Schrank betreten und sich küssen. Dort gesteht Kate Luke, dass sie glaubt, lesbisch zu sein, worauf er sehr überrascht reagiert. In der Zwischenzeit haben Sherry und Ken ihre Verabredung und machen recht infantile Dinge, die sie in ihre Jugend zurückversetzen, unter anderem bewerfen sie ein Haus mit Toilettenpapier. |                                             |                                             |                |                                |
| 5 | Was zum Teufel ist eine Zarginda?           | What the Hell’s a Zarginda?                 | Ry Russo-Young | Ben York Jones & Michael Mohan |
| Luke hilft Kate unter anderem mit dem Kinsey-Test, mit ihrer neu entdeckten Sexualität klarzukommen. Sie einigen sich darauf, erst einmal zusammen zu bleiben, um den Gerüchten entgegenzuwirken, allerdings soll Luke Kate sofort Bescheid sagen, falls er sich in sie verliebt. In der Schule findet das Casting für den Film statt, die Hauptrollen erhalten schlussendlich Emaline und ihr Freund Oliver Schermerhorn. Emaline geht mit Kate Kostüme für die Produktion besorgen, wobei sich beide gut verstehen. Als Ken erfährt, dass Luke Kates Freund ist, reagiert er sehr erfreut und lädt ihn zum Abendessen ein. Dort singt Kate Rocket Man, während ihrer Darbietung wird Luke klar, dass er sie liebt. |                                             |                                             |                |                                |
| 6 | Sometimes I Hear My Voice                   | Sometimes I Hear My Voice                   | Ry Russo-Young | Ben York Jones                 |
| Luke besorgt für sich und Kate Karten für ein Konzert von Tori Amos in Portland. Sie fahren mit Sherrys Auto dorthin, während sich Sherry und Ken in Boring etwas Marihuana genehmigen, das von einem Schüler konfisziert wurde. Danach ziehen sie um die Häuser, gehen anschließend schwimmen und küssen sich. In Portland sieht Kate zwei junge Frauen, die sich küssen. Kate schlägt Luke daraufhin vor, sich zu trennen. Sie geraten in Streit, Kate sagt, dass sie mit ihrer Sexualität glücklich ist und dass er mit seinem egoistischen Denken aufhören sollte. Zudem sei es Luke nicht um sie persönlich gegangen, sondern darum, eine Freundin zu haben. Kate ruft daraufhin ihren Vater an, der immer noch etwas beschwingt ist. Sie bittet ihn, sie und Luke abzuholen, da ihr Auto abgeschleppt wurde. |                                             |                                             |                |                                |
| 7 | Wie Käsekuchen für einen Fettsack           | Cheesecake to a Fat Man                     | Ry Russo-Young | Sean Cummings                  |
| Nach seiner Trennung von Kate ist Luke während der Dreharbeiten, die sich dem Ende zuneigen, wütend und sehr leicht reizbar. Kate dekoriert ihr Zimmer aufgrund ihrer neuen Selbstkenntnis vollkommen um und überlegt, sich die Nase piercen zu lassen, entscheidet sich aber dagegen. Ihr Vater ist aufgrund seiner neuen Beziehung mit Sherry äußerst glücklich und nach ihrer gemeinsamen Nacht sehr gut gelaunt. Kate nutzt seine Stimmung und überzeugt ihn, den Schülern eine Reise nach Dominguez Rocks in Kalifornien zu finanzieren, um dort einige Szenen zu drehen. Währenddessen bestellen sich Emaline, Oliver, McQuaid und Tyler im Internet ihre ersten Drogen, deren Konsum verläuft nicht für alle zufriedenstellend. |                                             |                                             |                |                                |
| 8 | I Just Wanna Be Anybody                     | I Just Wanna Be Anybody                     | Michael Mohan  | Hayley Tyler                   |
| Die Mitglieder der beiden Clubs reisen nach Kalifornien, allerdings fehlt Oliver, der heimlich nach New York gegangen ist. Seine Rolle übernimmt McQuaid. Emaline verhält und zieht sich ganz anders an als sonst, was Kate auffällt. In der Nacht erzählt ihr Emaline im Motel, dass sie froh ist, nun sie selbst sein zu können, da sie nach der Trennung von Oliver erst einmal nicht wusste, wie es mit ihr weitergehen sollte. Emaline gesteht Kate, dass sie sie gemein behandelt hat, weil sie auf sie eifersüchtig war, während Kate ihr beichtet, dass sie sie attraktiv findet. Es kommt fast zu einem Kuss zwischen den beiden, die aber unterbrochen werden. Am nächsten Tag macht Kate Leroy in einer Blockbuster-Videothek ausfindig. Sie bringt Luke dorthin, der allerdings nach sehr kurzer Zeit wieder geht und auf Kate noch wütender als vorher ist. |                                             |                                             |                |                                |
| 9 | Meine Freunde wurden Opfer von Spinnen      | My Friends Have Been Eaten by Spiders       | Michael Mohan  | Noelle Valdivia                |
| Als Luke nach Hause kommt, merkt er, dass Sherry und Ken miteinander eine Beziehung führen. Er reagiert äußerst verärgert, weswegen Sherry ihre Beziehung beendet. Lukes Laune verschlechtert sich in der Schule weiter, weil der Film ohne Absprache mit ihm geschnitten wurde. Währenddessen fragt Emaline Kate, ob ihre Worte im Motel ehrlich gemeint waren, als sie bejaht, gestehen sich die beiden schließlich ihre Gefühle füreinander. Kate bemerkt, dass ihr Vater niedergeschlagen ist, als er ihr von der Trennung erzählt, ahnt sie sofort, wer dafür verantwortlich ist. Sie gesteht Luke, dass ihre Mutter gar nicht an Krebs starb, wie sie es ihm erzählt hatte. Ihre Mutter besuchte mit ihr einen Jahrmarkt und verübte am selben Tag durch einen Sprung von einer Brücke Suizid. Deswegen beschimpft Kate Luke, da er das neue Glück ihres Vaters zerstört hat. Unterdessen will McQuaid Emaline um eine Verabredung bitten, da sie sich bei den Dreharbeiten geküsst haben und er sich in sie verliebt hat. |                                             |                                             |                |                                |
| 10 | We Were Merely Freshmen                     | We Were Merely Freshmen                     | Michael Mohan  | Ben York Jones & Michael Mohan |
| Luke fühlt sich aufgrund seines Verhaltens schuldig und ändert kurz vor der Premiere das Ende des Films, indem er ihn noch einmal umschneidet. Beim Ansehen versteht Kate, dass das Ende eine Anspielung auf Lukes Einsicht ist, dass die beiden lediglich gute Freunde sind. Kate bedankt sich nach der Aufführung bei ihm, die beiden versöhnen sich, Luke entschuldigt sich auch bei seiner Mutter und sagt ihr, dass er mit ihrer Beziehung zu Ken einverstanden ist. Danach geht Emaline mit Kate in die leere Aula, wo sie zu Musik von Duran Duran tanzen. McQuaid hat endlich den Mut gefunden, Emaline seine Gefühle zu gestehen, als er aber sieht, wie sie und Kate sich leidenschaftlich küssen, verlässt er niedergeschlagen die Aula. Nachher gehen Kate und Luke gemeinsam mit ihren Eltern Pizza essen, als Leroy unvermittelt im Türrahmen steht. |                                             |                                             |                |                                |
| Am 20. Februar 2018 wurden alle Folgen der Staffel gleichzeitig bei Netflix veröffentlicht. |                                             |                                             |                |                                |

## Rezeption
In der Internet Movie Database erhielt die Serie 7,5 aus 10 Sternen basierend auf 13946 abgegebenen Stimmen. Bei Rotten Tomatoes bekam die Serie bei den Kritikern aus 47 Bewertungen einen Durchschnittswert von 72 Prozent, bei den Benutzern aus 655 Bewertungen eine durchschnittliche Bewertung von 92 Prozent. Auf Metacritic erreichte die Serie eine Bewertung von 62 aus 100 basierend auf 20 Kritiken (Stand: 8. Juli 2019).
Alexandra Belopolsky von der Süddeutschen Zeitung verglich die Serie mit Stranger Things und lobte die Tatsache, dass die in den 1990er-Jahren spielende Serie Themen wie Diversität und Homosexualität zeige, da Serien, die tatsächlich aus diesem Jahrzehnt stammten, solche Themen gar nicht oder nur äußerst flüchtig behandelten. Ebenfalls positiv äußerte sie sich über die Glaubwürdigkeit und Aktualität der Serie sowie das Spiel der Drehbuchautoren mit Klischees.
Emine Saner verglich die Serie im The Guardian mit Produktionen wie Voll daneben, voll im Leben und Degrassi: The Next Generation. Laut ihr hätten Ben York Jones und Michael Mohan die „Vorstellung von Nostalgie und Jugend“ ausgereizt und einfach nur mehrere Tropen aneinandergereiht. Sie lobte allerdings Kates Handlungsstrang sowie die Leistung der Darsteller Jahi Di’Allo Winston und Peyton Kennedy. Saner bewertete die Serie schlussendlich mit zwei von fünf Sternen.
Jen Chaney lobte in der New York ebenfalls die Schauspieler Winston und Kennedy, sie schrieb zudem, dass die Serie die jungen Charaktere „respektvoll“ behandle. Sie bemängelte dafür einige Dialoge und ausgewählte Lieder sowie die Tatsache, dass die Nebenfiguren „unterentwickelt“ seien.
Caroline Framke, eine Redakteurin der Vox, schrieb, dass die Wendung, die die Serie von typischen Coming-of-Age-Romanzen unterscheide, „etwas zu spät kommen“ würde. Dafür sei diese jedoch, wenn sie endlich eintrete, „großartig“, sie äußerte sich ebenfalls positiv über Kates Handlungsstrang.

## Nominierungen (Auswahl)
Golden Reel Award 2019
- Nominierung in der Kategorie Bester Tonschnitt einer Fernsehserie bis 35 Minuten (Episode We Were Merely Freshmen)

Young Artist Awards 2019
- Nominierung in der Kategorie Bestes Ensemble einer Streaming-Fernsehserie oder eines Streaming-Films